# اقبه (الجوف)
اقبه هي إحدى قرى الجمهورية اليمنية. وهي تتبع جغرافيًا لمحافظة الجوف. وإداريًا لمديرية الحميدات. يبلغ تعداد سكانها 2679 نسمة حسب الإحصاء الذي أجري عام 2004.